# Jesús Glaría
Jesús Glaría Jordán (ur. 2 stycznia 1942 w Villafranca, zm. 19 września 1978) – hiszpański piłkarz występujący podczas kariery zawodniczej na pozycji obrońcy. Uczestnik mistrzostw świata w 1966 roku.

## Kariera
Eladio jest wychowankiem klubu Atlético Madryt, w którym występował w sumie przez 8 lat. W 1968 roku dołączył do katalońskiego klubu RCD Espanyol. Dla obu tych klubów w 336 meczach zdobył 12 bramek.
W reprezentacji Hiszpanii zadebiutował 1 listopada 1962 roku w meczu z Rumunią. Zagrał w niej w sumie 20-krotnie.